# Botaurus
Bukač (Botaurus) je rod volavkovitých ptáků. Jsou poměrně velcí, ale velmi nenápadní, žijí skrytě v porostu rákosu. Jsou známy 4 žijící druhy a jeden druh fosilní, v Česku žije bukač velký. Nejbližšími příbuznými bukačů jsou bukáčci rodu Ixobrychus.

## Druhy
- bukač australský (Botaurus poiciloptilus)
- bukač jihoamerický (Botaurus pinnatus)
- bukač severoamerický (Botaurus lentiginosus)
- bukač velký (Botaurus stellaris)
- †Botaurus hibbardi